# Prismă octogonală

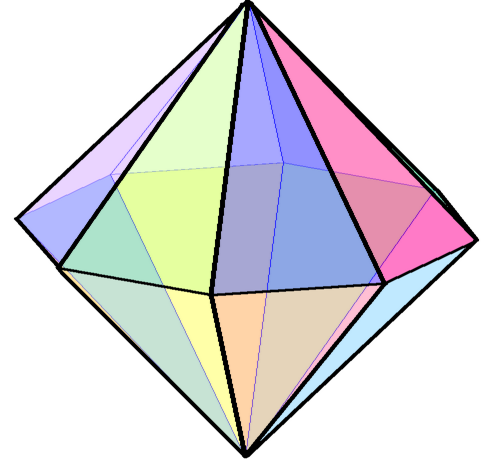
Dual: bipiramidă octogonală

În geometrie prisma octogonală este o prismă cu baza octogonală. Are 10 fețe, 24 de laturi și 16 vârfuri. Deoarece are 10 fețe, în principiu este un decaedru.
Prisma octogonală uniformă are indicele de poliedru uniform U76f.

## Ca poliedru semiregulat (sau uniform)
Dacă fețele sunt toate regulate, prisma octogonală este un poliedru semiregulat, mai general, un poliedru uniform, fiind a șasea într-un set infinit de prisme formate din fețe laterale pătrate și două baze poligoane regulate. Poate fi văzut ca un hosoedru octogonal trunchiat, reprezentat de simbolul Schläfli t{2,8}. Alternativ, poate fi văzut ca produsul cartezian al unui octogon regulat și al unui segment, și reprezentat prin produsul {8}×{}. Dualul unei prisme hexagonale este o bipiramidă octogonală.

## Formule
Ca la toate prismele, aria totală A este de două ori aria bazei (Ab) plus aria laterală, iar volumul V este produsul dintre aria bazei și înălțimea (distanța dintre planele celor două baze) h.
Pentru o prismă cu baza octogonală regulată cu latura a, aria A are formula:
{\displaystyle A=2\,A_{b}+8\,ah=4\cot {\frac {\pi }{8}}\,a^{2}+8\,ah=9,6568543\,a^{2}+8\,ah}
Pentru a = 1 și h = 1 aria este 17,6568543.
Formula volumului V este:
{\displaystyle V=A_{b}h=2\cot {\frac {\pi }{8}}\,a^{2}h}
Pentru a = 1 și h = 1 volumul este 4,8284271.

## Simetrie
Grupul de simetrie al unei prisme octogonale drepte este D8h de ordinul 32. Grupul de rotație este D8 de ordinul 16.
| Nume        | Prismă ditetragonală | Trapezoprismă ditetragonală |
| ----------- | -------------------- | --------------------------- |
| Imagine     |                      |                             |
| Simetrie    | D4h, [2,4], (*422)   | D4d, [2+,8], (2*4)          |
| Construcție | tr{4,2} sau t{4}×{}, | s2{2,8},                    |

## Imagini

Prisma octogonală ca poliedru sferic

Prisma octogonală poate fi văzută și ca o pavare a sferei.

## Utilizare
În optică prismele octogonale sunt folosite pentru a genera imagini fără pâlpâire în proiectoarele de filme.

## Faguri uniformi și 4-politopuri
Prisma octogonală apare ca celule în trei faguri uniformi: 
|                                    |                              |                               |
| Fagure cubic prismatic trunchiat · | Fagure cubic omnitrunchiat · | Fagure cubic runcitrunchiat · |

De asemenea, apare ca celule în două 4-politopuri uniforme: 
|                            |                           |
| Tesseract runcitrunchiat · | Tesseract omnitrunchiat · |

## Poliedre înrudite
| Familia prismelor n-gonale uniforme | Familia prismelor n-gonale uniforme | Familia prismelor n-gonale uniforme | Familia prismelor n-gonale uniforme | Familia prismelor n-gonale uniforme | Familia prismelor n-gonale uniforme | Familia prismelor n-gonale uniforme | Familia prismelor n-gonale uniforme | Familia prismelor n-gonale uniforme | Familia prismelor n-gonale uniforme | Familia prismelor n-gonale uniforme | Familia prismelor n-gonale uniforme | Familia prismelor n-gonale uniforme | Familia prismelor n-gonale uniforme |
| Denumirea prismei                   | Prismă digonală                     | Prismă triunghiulară                | Prismă tetragonală                  | Prismă pentagonală                  | Prismă hexagonală                   | Prismă heptagonală                  | Prismă octogonală                   | Prismă eneagonală                   | Prismă decagonală                   | Prismă endecagonală                 | Prismă dodecagonală                 | ...                                 | Prismă apeirogonală                 |
| ----------------------------------- | ----------------------------------- | ----------------------------------- | ----------------------------------- | ----------------------------------- | ----------------------------------- | ----------------------------------- | ----------------------------------- | ----------------------------------- | ----------------------------------- | ----------------------------------- | ----------------------------------- | ----------------------------------- | ----------------------------------- |
| Imagine                             |                                     |                                     |                                     |                                     |                                     |                                     |                                     |                                     |                                     |                                     |                                     | ...                                 |                                     |
| Pavare sferică                      |                                     |                                     |                                     |                                     |                                     |                                     |                                     |                                     |                                     |                                     |                                     | Pavare plană                        |                                     |
| Config. vârfului                    | 2.4.4                               | 3.4.4                               | 4.4.4                               | 5.4.4                               | 6.4.4                               | 7.4.4                               | 8.4.4                               | 9.4.4                               | 10.4.4                              | 11.4.4                              | 12.4.4                              | ...                                 | ∞.4.4                               |
| Diagramă Coxeter                    |                                     |                                     |                                     |                                     |                                     |                                     |                                     |                                     |                                     |                                     |                                     | ...                                 |                                     |

| Variante de pavări omnitrunchiate cu simetrie *n42: 4.8.2n | Variante de pavări omnitrunchiate cu simetrie *n42: 4.8.2n | Variante de pavări omnitrunchiate cu simetrie *n42: 4.8.2n | Variante de pavări omnitrunchiate cu simetrie *n42: 4.8.2n | Variante de pavări omnitrunchiate cu simetrie *n42: 4.8.2n | Variante de pavări omnitrunchiate cu simetrie *n42: 4.8.2n | Variante de pavări omnitrunchiate cu simetrie *n42: 4.8.2n | Variante de pavări omnitrunchiate cu simetrie *n42: 4.8.2n | Variante de pavări omnitrunchiate cu simetrie *n42: 4.8.2n |
| Simetrie *n42 [n,3]                                        | Sferice                                                    | Sferice                                                    | Euclidiană                                                 | Hiperbolice compacte                                       | Hiperbolice compacte                                       | Hiperbolice compacte                                       | Hiperbolice compacte                                       | Paracomp.                                                  |
| Simetrie *n42 [n,3]                                        | *242 [2,4]                                                 | *342 [3,4]                                                 | *442 [4,4]                                                 | *542 [5,4]                                                 | *642 [6,4]                                                 | *742 [7,4]                                                 | *842 [8,4]...                                              | *∞42 [∞,4]                                                 |
| ---------------------------------------------------------- | ---------------------------------------------------------- | ---------------------------------------------------------- | ---------------------------------------------------------- | ---------------------------------------------------------- | ---------------------------------------------------------- | ---------------------------------------------------------- | ---------------------------------------------------------- | ---------------------------------------------------------- |
| Figuri omnitrunchiate                                      | 4.8.4                                                      | 4.8.6                                                      | 4.8.8                                                      | 4.8.10                                                     | 4.8.12                                                     | 4.8.14                                                     | 4.8.16                                                     | 4.8.∞                                                      |
| Duale omnitrunchiate                                       | V4.8.4                                                     | V4.8.6                                                     | V4.8.8                                                     | V4.8.10                                                    | V4.8.12                                                    | V4.8.14                                                    | V4.8.16                                                    | V4.8.∞                                                     |